# Quercus willdenowiana
Quercus willdenowiana là một loài thực vật có hoa trong họ Cử. Loài này được (Dippel) Beissn., Schelle & Zabel miêu tả khoa học đầu tiên năm 1903.